# Živkovo
Živkovo (en serbe cyrillique : Живково) est un village de Serbie situé sur le territoire de la Ville de Leskovac, district de Jablanica. Au recensement de 2011, il comptait 619 habitants.

## Démographie
| 1948 | 1953 | 1961 | 1971 | 1981 | 1991 | 2002 | 2011 |
| ---- | ---- | ---- | ---- | ---- | ---- | ---- | ---- |
| 808  | 876  | 832  | 832  | 802  | 760  | 669  | 619  |

|  |